# David Gregor Corner

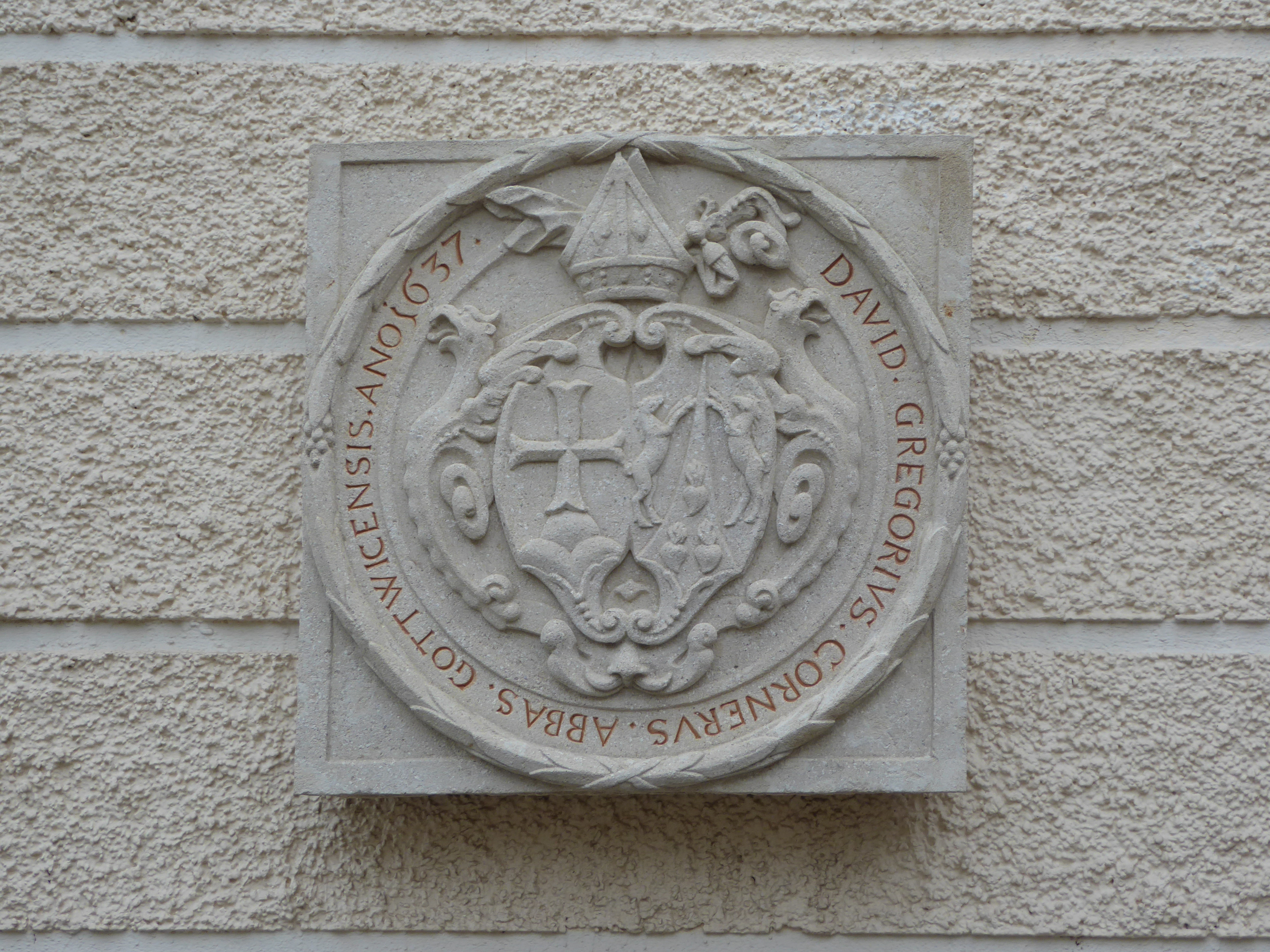
Wappen von Abt David Gregor Corner (1637) am Pfarrhof Pyhra (Bezirk St. Pölten-Land)

David Gregor Corner, als Abt Gregor I. Cornerus (* 1585 in Hirschberg, Fürstentum Schweidnitz; † 9. Januar 1648 in Göttweig) war vom 15. Juli 1631 bis zu seinem Tod der 45. Abt von Stift Göttweig. Daneben wirkte er als Pfarrer, Autor, Rektor und Theologe. Für seine Verdienste wurde er vom Kaiser zum Kaiserlicher Rat ernannt.
David Gregor Corner ist der Verfasser des „Groß Catholisch Gesangbuch“, der bedeutendsten katholischen Kirchenliedersammlung (422 Gesänge) des 17. Jahrhunderts.

## Leben
Nach grundlegender Schulausbildung in Breslau studierte Corner Philosophie am Prager Jesuitenkolleg Clementinum. Am 8. Juli 1610 erreichte er an der Prager Universität den akademischen Grad eines Magister Artium der Philosophie. Seine weiteren theologischen Studien betrieb er in Graz (hier erreichte er 1614 den Studiengrad Bacc. theol.).
Im Jahr 1614 empfing Corner in Wien seine Priesterweihe und war ab Juli 1615 bis 1625 Pfarrer in mehreren Gemeinden Niederösterreichs. Seine erste Pfarre war von 1615 bis 1620 die Pfarre Mautern. 1616 war David Gregor Corner ebenfalls der erste katholische Pfarrer in Hainfeld, nachdem dort zuvor die Kirche auf Geheiß der Jörger von protestantischen Pastoren geleitet worden war. In Hainfeld blieb Corner jedoch nur ein halbes Jahr aktiv, danach trat Dr. Georg Hildebrand Thiermayer seine Nachfolge als Pfarrer von Hainfeld an. Von 1619 bis 1624 war Corner Pfarrer der Gemeinde Retz.
Am 10. Februar 1616 wurde David Gregor Corner und seine Familie durch den damaligen Hofpfalzgraf und Landschaftssekretär von Niederösterreich Bernhart Pirenntz, in den erblichen Ritterstand erhoben und war somit ab nun adelig.
Während seiner Jahre als Pfarrer hatte Corner seine Studien fortgesetzt und promovierte 1624 zum Doktor der Theologie an der Universität Wien. 1625 veröffentlichte er sein Groß Catholisch Gesangbuch, eine umfassende Sammlung von insgesamt 422 katholischen wie auch evangelischen Kirchenliedern. Dieses Werk hatte im gesamten deutschen Sprachraum einen unglaublichen Erfolg und gilt als das größte und wichtigste katholische Gesangbuch des 17. Jahrhunderts, wenn auch Corner besonders in der 2. Auflage 1631 einige Werke von protestantischen Autoren unter der Kennzeichnung „Incerti Authoris“ mit aufgenommen hatte.
Mit seinem Eintritt als Novize in das Benediktinerstift Göttweig seines Freundes, Abt Georg II. Falbius, am 8. September 1625 begann für Corner ein neuer Lebensabschnitt. 1628 wurde Corner Professor an der Universität Wien. Ein Jahr später stieg er am 21. Januar 1629 zum Prior von Göttweig auf.

## Abt von Stift Göttweig
Nach dem Tode Abt Georgs II. wurde David Gregor Corner von seinen Mitbrüdern am 15. Juli 1631 als Gregor I. Cornerus zum neuen Abt von Stift Göttweig erwählt. Papst Urban VIII. bestätigte die Abtwahl von Gregor Corner am 15. Dezember 1631 mittels einer Päpstlichen Bulle. Als 45. Abt sollte Gregor I. die Leitung über Göttweig nun 17 Jahre lang innehaben. Während dieser Periode war er stets ein Förderer der Wissenschaften, wie auch ein effizienter Verwalter des Klosterguts. So z. B. verkaufte er einige Male Land, wie z. B. einen Weingarten an Richard Reitter, dem damaligen Bürger- und Schulmeister von Rossatz, wie uns eine Urkunde aus dem Jahr 1635 zeigt. Ihm lag sehr viel an Bildung und Gelehrsamkeit, weshalb er unter anderem immer wieder junge Geistliche seines Klosters auf die verschiedensten Universitäten wie Wien oder Bologna schickte. Abt Gregor I. selbst war ein begnadeter Autor. Im Alter soll der Abt durch beständiges Lesen und Schreiben sogar erblindet sein, was ihn jedoch nicht gehindert hat, weiterzuschreiben. Selbst nachdem er sein Augenlicht verloren hatte, verfasste Abt Gregor I. noch ein weiteres Werk, das nach seinem Tod veröffentlicht wurde, wie uns Schweickhardt berichtet.
Am 11. Juni 1638 ernannte ihn Kaiser Ferdinand III. zum Kaiserlichen Rat für Verdienste um den Kaiser selbst und dessen Vorgänger. Im Wintersemester 1638/39 avancierte Abt Gregor I. Cornerus zudem auch zum neuen Rektor der Universität Wien.
Gregor I. war ein Abt der Gegenreformation, zu einer Zeit, in der die katholische Kirche darum kämpfte, die zum protestantischen Glauben konvertierte Bevölkerung in bestimmten Landstrichen zu rekatholisieren. Erste Erfahrungen mit dem Protestantismus Martin Luthers hatte Gregor I. bereits während seiner kurzen Zeit als Pfarrer von Hainfeld gemacht, da er der erste katholische Seelsorger im Ort war, nachdem dessen Kirche zuvor einen protestantischen Pastor unter dem Schutz der zum lutherischen Glauben konvertierten Jörger hatte. Später als Abt hatte Gregor I. ebenfalls mit dem Protestantismus zu tun. In Niederösterreich waren viele Pfarren zum neuen Glauben übergetreten, besonders die Jörger hatten die Konvertierung der Bevölkerung in ihrem Machtbereich effizient vorangetrieben. Die katholische Kirche brauchte mehrere Versuche, um die verlorenen Gebiete wieder „in den Schoß der heiligen Mutter Kirche“ zu führen. Um dies zu unterstützen, erteilte das Kardinalskollegium der römischen Inquisition am 9. März 1641 an Abt Gregor I. Cornerus das Recht, alle zur katholischen Kirche zurückkehrenden Pfarren und vom Heiligen Stuhl bestraften Protestanten loszusprechen. 1646 folgte diesem Privileg auch noch jenes, wonach der Abt von der Häresie lossprechen könne, aus Rom.
Abt Gregor I. Cornerus starb am 9. Januar 1648 in Stift Göttweig und wurde am 12. d. M. in der 1638 von ihm geschaffenen Mönchsgruft in der Krypta der Stiftskirche bestattet. Sein Nachfolger wurde Abt Gregor II. Heller.

## Publikationen
- 1625: Groß Catholisch Gesangbuch, darinnen in die vier hundert andächtige alte vnd newe Gesäng vnd Ruff in eine gute vnd richtige Ordnung zusamb gebracht, so theils zu Hauß, theils zu Kirchen, auch bey Prozessionen vnd Kirchenfesten mit grossem Nutz können gesungen werden
- O Heiland, reiß die Himmel auf (Str. 7)